# Nesopsebium
Nesopsebium is een kevergeslacht uit de familie van de boktorren (Cerambycidae). De wetenschappelijke naam van het geslacht werd voor het eerst geldig gepubliceerd in 1894 door Fairmaire.

## Soorten
Nesopsebium is monotypisch en omvat slechts de volgende soort:
- Nesopsebium apicipenne Fairmaire, 1894